# Тан (единица объёма)
Тан (англ. tun — большая бочка ← лат. tunna — бочка) — старинная английская мера объёма для измерения количества вина. В Великобритании и США используют разный размер тана. В Великобритании тан равен 210 английским галлонам (954,6789 литрам), а в США — 252 американским галлонам (953,923769568 литрам).
1 тан = 2 пайпа (батта) = 3 феркина (пуансона) = 4 хогсхеда = 6 тирсов = 8 баррелей = 14 рандлетов